# John Churchill, I duque de Marlborough
John Churchill, I duque de Marlborough, I príncipe de Mindelheim, I conde de Nellenburg y príncipe del Sacro Imperio Romano Germánico (Devonshire, Inglaterra, 26 de mayo de 1650-Windsor Lodge, 16 de junio de 1722) fue un militar, estadista y político inglés cuya carrera abarcó el reinado de cinco monarcas ingleses, entre mediados del siglo XVII y principios del siglo XVIII. Fue uno de los más grandes generales de Inglaterra, liderando a los ejércitos británicos y aliados hacia importantes victorias sobre Luis XIV de Francia, durante la guerra de sucesión española, particularmente en Höchstädt (1704), Ramillies (1706) y Oudenaarde (1708).
Estas victorias consolidaron el surgimiento de Gran Bretaña como potencia de primera línea, mientras que su capacidad para mantener la unidad en la conflictiva coalición demostró sus habilidades diplomáticas. Los historiadores militares lo recuerdan a menudo tanto por sus habilidades organizativas y logísticas como por sus habilidades tácticas. Sin embargo, también fue fundamental para alejarse de la estrategia de guerra de asedio que había dominando la guerra de los Nueve Años. Churchill se ganó una reputación en Europa que no tuvo rival hasta el ascenso de Napoleón.
La célebre canción popular Mambrú se fue a la guerra procede de una deformación de la fonética de su título ducal. Fue antepasado del ex primer ministro británico Winston Churchill.

## Al servicio de la familia Estuardo
John Churchill era hijo de sir Winston Churchill (1620-1688), miembro del Parlamento, que poseía propiedades pequeñas pero era lo suficientemente influyente en la corte de Carlos II como para poder mantener a sus hijos allí y en las fuerzas armadas. Tras la restauración en el trono de Carlos II en 1660, el padre de Churchill obtuvo un cargo político en Irlanda, a donde se desplazó con su familia. En 1665, la hermana mayor de John, Arabella, entró al servicio de la duquesa de York como dama de honor y pocos meses después, él mismo se convirtió en paje del marido de esta, Jacobo Estuardo (posteriormente Jacobo II). La pasión del duque de York por los temas navales y militares le llevaba a visitar frecuentemente los acantonamientos de tropas. Estas visitas favorecieron la decisión de John Churchill de convertirse en militar. A los diecisiete años, el 14 de septiembre de 1667, entró como alférez en la Primera Compañía de la Guardia Real.
En 1668, Churchill zarpó hacia el puerto norteafricano de Tánger que había pasado a manos de Inglaterra como parte de la dote de Catalina de Braganza, la esposa portuguesa de Carlos II. Allí permaneció tres años, ganando experiencia de campo en las constantes escaramuzas con los moros locales. John progresó rápidamente tanto en la corte como en el ejército, pero, al casarse por amor, siguió dependiendo durante toda su vida de su carrera en el servicio público para su sustento económico.

## La guerra franco-neerlandesa
Entre 1672 y 1673 sirvió en la guerra franco-neerlandesa a las órdenes de Jacobo Estuardo. En 1672 fue nombrado capitán por su actuación en la batalla de Solebay combatiendo a la flota neerlandesa y en 1673 dirigió la primera oleada de fusileros que asaltaron la fortaleza. Su comportamiento le valió el reconocimiento tanto de la casa de Estuardo como la de los aliados del momento, los Borbones.
En 1673 el Parlamento inglés decidió dar por finalizada la participación de Inglaterra en esa guerra. No obstante, algunos regimientos ingleses continuaron sirviendo a las órdenes del rey de Francia, entre ellos el de John Churchill, que en 1674 fue nombrado coronel de uno de estos regimientos bajo el mando del Mariscal Turenne. Con su regimiento participó en las batallas de Sinsheim, Entzheim y Salzbach en junio de 1675, donde murió Turenne.

## Boda
En 1675 volvió a Inglaterra donde se casó con Sarah Jennings, dama de honor de María de Módena, esposa de su señor, Jacobo de York. El matrimonio Marlborough se convirtió en un equipo triunfador. Lady Marlborough fue amiga íntima y confidente de dos reinas, lo que la convertía en una amiga poderosa y una enemiga temible. Este ascendiente sobre la soberana marcó decisivamente la carrera de su marido. Su influencia sobre la princesa Ana era pública y notoria y muchas figuras públicas de su época utilizaron su intermediación para conseguir algún favor de Ana.

## Rebelión de Monmouth
Cuando en 1685 el duque de York se convirtió en Jacobo II, rey de Inglaterra, el hijo bastardo del difunto Carlos, James Scott, primer duque de Monmouth, apoyado por algunos conspiradores, reclamó lo que consideraba su derecho: la corona protestante de Inglaterra. El rey concedió el mando de las tropas reales a Louis de Duras, conde de Ferversham. Churchill se sintió agraviado por este nombramiento al que se consideraba acreedor. La rebelión campesina del duque de Monmouth, mal equipada y peor dirigida, fue aplastada en Sedgemoor el 6 de julio de 1685. Como reconocimiento por sus acciones durante la campaña, a Churchill se le concedió el lucrativo cargo de coronel de los “Life Guards”. Después de Sedgemoor tuvo que participar en las sangrientas persecuciones y represalias de los sediciosos, cosa que le repugnó hasta el punto de alejarlo progresivamente del que era su rey, patrón y amigo.

## Gobernador de la Compañía de la Bahía de Hudson
Ver Compañía de la Bahía de Hudson, 1685-1692.

## La Revolución Gloriosa
El conde de Marlborough continuó en el ejército, pero teniendo cuidado de no aparecer como excesivamente favorable al cada vez más intransigente fervor religioso del rey Jacobo. La insistencia de éste en reconducir las instituciones británicas hacia el catolicismo engendró un rechazo inicial entre sus súbditos, mayoritariamente protestantes, que condujo finalmente a una sedición abierta, la Revolución Gloriosa de 1688.
Guillermo de Orange desembarcó en Torbay el 5 de noviembre de 1688 y desde allí de desplazó con sus tropas hasta Exeter. Las tropas de Jacobo II, nuevamente al mando de Lord Feversham, se movieron a Salisbury, aunque muy pocos entre los oficiales estaban dispuestos a luchar. Incluso la princesa Ana, hija de Jacobo II, deseó suerte al rival de su padre uniéndose al invasor. En la localidad de Salisbury, Marlborough, anglicano leal, abandonó al rey católico para pasarse al bando del protestante Guillermo, dejando tras de sí una carta de disculpa destinada a su antiguo monarca.

## Conde de Marlborough
En 1689, tras la victoria de Guillermo III y en los fastos de su ceremonia de coronación, John Churchill fue nombrado conde de Marlborough y consejero privado del nuevo rey. Ese mismo año estalló la guerra de los Nueve Años, que enfrentaba a la Francia de Luis XIV contra la Liga de Augsburgo, la cual sería conocida con el nombre de la Gran Alianza, tras el ingreso de Inglaterra.
El conde de Marlborough sirvió en Flandes e Irlanda. No obstante las relaciones del conde y su influyente esposa Sarah con la familia real fueron distantes. El 20 de enero de 1692, el conde de Nottingham, Secretario de Estado, ordenó a Marlborough renunciar a todos sus cargos civiles y militares, le expulsó del ejército y le prohibió la entrada en la corte. No se dio ninguna explicación pública de las razones que habían llevado a esta decisión.
Los rumores de una invasión francesa se hicieron más fuertes en la primavera de 1692. La reina ordenó que todos los signatarios de una carta de apoyo al partido jacobita fueran detenidos, basándose en una supuesta correspondencia entre algunos nobles ingleses y el exiliado rey Jacobo. El 14 de mayo Marlborough fue apresado y enviado a la Torre de Londres como uno de los firmantes. Allí permaneció por un periodo de cinco semanas, hasta que se llegó a la conclusión de que las cartas entre el rey Jacobo y los nobles, que habían sido presentadas por Robert Young, eran en realidad una falsificación. Marlborough fue puesto en libertad y rehabilitado. Sin embargo, el conde continuó manteniendo contactos con Jacobo II, lo que condujo al “incidente de Cameret-sur-mer”.
Los aliados habían planeado el ataque de Brest, el principal puerto francés en el golfo de Vizcaya. Los servicios de inteligencia franceses alertaron del asalto, lo que dio tiempo al mariscal Vauban para reforzar las defensas e incrementar la guarnición. El 18 de junio el desembarco, al mando del general inglés Thomas Tollemache, terminó en un fracaso completo: la mayor parte de las tropas fueron muertas o capturadas y Tollemache murió poco después a consecuencia de las heridas.
Los detractores de Marlborough afirmaron que había sido él quien había alertado al enemigo. El conde, a principios de mayo, había enviado un mensaje a través del Canal describiendo los preparativos del ataque a Brest, no obstante, mucho antes los franceses ya conocían todo lo relativo a la expedición por otra fuente, posiblemente por el conde de Godolphin o por el de Danby. Nunca se ha sabido si la carta de Marlborough es una nueva falsificación preparada por sus enemigos en la corte o es auténtica.

## La guerra de sucesión española
En 1702, al convertirse en reina Ana, la hija de Jacobo II, Marlborough recuperó su lugar en la corte. El 4 de mayo de 1702, Inglaterra declaró formalmente la guerra a Francia. Marlborough recibió el mando de las tropas inglesas, holandesas y austriacas. Como capitán general tenía que negociar con los enviados holandeses. A pesar de la frustración que las continuas negociaciones le suponían y de la actitud remisa de los holandeses, en 1702 había capturado Venlo, Roermond, Stevensweert y Lieja en los Países Bajos Españoles, por lo que en diciembre la reina Ana le concedió el título de duque.
A principios de 1703 murió su hijo, hundiéndolo en la tristeza y desesperación. En marzo, no obstante, regresó a La Haya. En el lado borbónico el mariscal Boufflers había sido sustituido por el mariscal François de Neufville de Villeroy como comandante en los Países Bajos Españoles, pero Marlborough continuó conquistando ciudades y tomó Bonn, Huy y Limburgo y solo la renuencia de los aliados neerlandeses impidió que se enfrentara a las tropas francesas en Flandes en una batalla decisiva.
En 1704 tuvo lugar la campaña de Blenheim. Ese año el imperio Austríaco de Leopoldo I, presionado en su frente occidental por franceses y bávaros y en el oriental por los rebeldes húngaros, estaba a punto de abandonar la guerra. Marlborough, para poder continuar con el apoyo de Austria debía enviar refuerzos al teatro de operaciones del Danubio, para ello decidió no contar con la opinión de sus aliados neerlandeses. Desplazó las tropas inglesas hasta el Mosela (un plan aprobado por La Haya), pero una vez allí, abandonó a las tropas neerlandesas y continuó en solitario hasta enlazar con los austriacos en el sur de Alemania. Después de cubrir aproximadamente 250 millas en cinco semanas, Marlborough, el 2 de julio, tras la batalla de Schellenberg, creó un paso seguro para los suministros a través del Danubio. El 13 de agosto junto con las tropas austriacas del príncipe Eugenio de Saboya los ingleses derrotaron a las tropas franco-bávaras en Blenheim. La campaña continuó con la toma de Landau in der Pfalz en el Rin, Tréveris y Trarbach en el Mosela.
En 1706 los generales franceses habían conseguido algunas victorias en Alsacia e Italia deteniendo el avance aliado. El 23 de mayo de 1706, cerca del pueblo de Ramillies en Valonia, Marlborough volvió a derrotar de forma contundente a las tropas borbónicas comandadas por el mariscal Villeroy. Al finalizar esta campaña había conquistado casi todos los Países Bajos Españoles (excepto Luxemburgo, Namur y Mons) mientras en el frente italiano el príncipe Eugenio de Saboya vencía a los franceses en Turín expulsándolos de la Valtelina.
En 1707 los ejércitos franceses tomaron la iniciativa y el mariscal Tessé detuvo el avance del príncipe Eugenio de Saboya que había cruzado el río Var y se disponía a ocupar Toulon el 22 de agosto, mientras que en el teatro de operaciones español las tropas franco-españolas vencían de forma aplastante a los aliados en Almansa el 25 de abril, ocupaban Valencia, Alcoy y Denia el 8 de mayo, el 26 de mayo Zaragoza, Játiva el 20 de junio, que fue incendiada y Lérida el 14 de octubre dónde los borbónicos intentaron dar un escarmiento que sirviera de ejemplo a aquellas poblaciones que intentaran resistir. Marlborough tuvo que volver a Inglaterra para dar explicaciones sobre su incapacidad de ganar la guerra ese año y el parlamento le exigió el traslado de 20 000 hombres desde los Países Bajos Españoles a España para tratar de dar un vuelco a la situación.
En 1708, después de perder Gante y Brujas ante los franceses, el 11 de julio el duque de Marlborough consiguió vencer al mariscal Vendôme en la batalla de Oudenaarde y el 22 de octubre ocupar Lille, la fortificación más poderosa del continente, y hacia final de año recuperar Gante y Brujas.
En 1709, después de impedir que el mariscal Villars tomase Tournai el 3 de septiembre, se produjo el enfrentamiento más importante de la guerra en Malplaquet el 11 de septiembre. Los aliados vencieron en la batalla, pero sufrieron el doble de bajas que los franceses, de tal forma que no pudieron perseguirlos. Este hecho fue utilizado por sus detractores para acusar a Marlborough de intentar prolongar la guerra para continuar ganando fama y dinero.
En 1711 fue nuevamente acusado de malversación de fondos públicos, siendo destituido como comandante en jefe ocupando su puesto James Butler. Fue despojado de los cargos públicos obtenidos gracias a sus hazañas militares. Vivió en el extranjero, en un exilio que él mismo se impuso, desde 1712 hasta 1714. Este año, tras acceder Jorge I al trono, regresó a Inglaterra, donde le fueron restituidos todos sus honores. Suprimió la rebelión jacobita de 1715. Al año siguiente se retiró tras sufrir un derrame cerebral. Falleció el 16 de junio de 1722 en Windsor.

## Curiosidades
El duque es mencionado en las novelas Cien años de soledad, El coronel no tiene quien le escriba y La hojarasca, de Gabriel García Márquez, como el instructor castrense del coronel Aureliano Buendía. También aparece repetidas veces en El Ciclo Barroco, de Neal Stephenson.